# Превземане на Белград (1521)
Вижте пояснителната страница за други значения на Обсада на Белград.
Превземането, предшествано от обсада, на Белград от османците става на 28 август 1521 година.

## Стратегия
Османската обсада на Белград през лятото на 1521 година е третият опит, след 1440 г. и 1456 г., за превземане на стратегическата Белградска крепост, която отваря пътя на османците към Централна Европа през Панонската низина. За разлика от предходните два неуспешни опита, сега Османската империя е значително по-добре подготвена за атаката на крепостта, а номинално владеещите укреплението унгарци са неподготвени да я защитават, като вътрешнополитическото положение на кралството е нестабилно, а маджарската държава разкъсвана от противоречия. За разлика от предходните два опита за завоюване на крепостта, този път османците я обграждат отвсякъде с цел прекъсване продоволствието и комуникациите на защитниците ѝ. За изпълнение на стратегическата османска цел предходно е завоюван Срем.

## Прелюдия
Сюлейман Великолепни, следвайки пътя на завоеванията на своя прадядо Мехмед II Завоевателя, си поставя за цел да завоюва и последните две християнски укрепления на Балканите – Ордена на йоанитите на остров Родос /които се прехвърлят след завоюването му през декември 1522 на остров Малта/ и Белградската крепост.
В годините след смъртта на Ян Хуниади, Унгарското кралство, разкъсвано от вътрешни противоборства, постепенно занемарява укрепленителната система по южната си граница откъм Османската империя. След възкачването на престола, Сюлейман Великолепни решава, че е ударил часът за завоюване на Белград и Унгарското кралство. Той не се лъже в прогнозата си, защото след битката при Мохач през 1526 година, Кралство Унгария de jure престава да съществува поделено на три между Австрийските Хабсбурги, трансилванския войвода Ян Заполски и владенията на Османската империя помежду им.
Номинално преди предприемане на похода срещу Белград, Сюлейман Великолепни изпраща дипломатическа мисия в Буда с цел Унгарското кралство да препотвърди примирието сключено между страните от баща му Селим I през 1519 година. Унгарците се отнасят лошо с османските пратеници, като дори ги оковават, което послужва като casus belli на Сюлейман I.

## Състояние на Белградската крепост
След падането на крепостта, унгарските защитници са пуснати да си ходят към Кралство Унгария, а българите от крепостта и околността са изселени в Истанбул. 